# Rankovce
Rankovce (maďarsky Ránk) jsou obec v okrese Košice-okolí na východním Slovensku. Výraznou krajinnou dominantou obce jsou Rankovské skaly (přirodní rezervace).

## Historie
Sídlo vzniklo na území středověkého panství Svinica a poprvé je písemně zmíněno v roce 1332 v církevní desátkové evidenci, kde je uvedeno i jméno tehdejšího faráře Andráse. V roce 1427 bylo v berním rejstříku uvedeno 27 port. V roce 1601 přešla obec pod panství Trebišov, než došlo v 18. století k rozdělení majetku mezi osm různých vlastníků půdy. Koncem 18. století zde byl postaven evangelický kostel. V roce 1828 zde bylo 47 domů a 322 obyvatel, kteří byli zaměstnáni jako rolníci. V roce 1840 začal působit na zdejší faře Jonáš Záborský. V roce 1949 byla celá obec elektrifikována.
Součástí katastru obce Rankovce byly původně i Herľany, a proto Herľany bývaly maďarsky označovány Rank-herlányi fürdö, Rank-füred nebo dvojjazyčně Rankfürdo – Rankovské kúpele.